# Cuxhavener Nachrichten
Cuxhavener Nachrichten est un journal quotidien allemand local diffusé dans la ville de Cuxhaven et la commune voisine de Wurster Nordseeküste, dans le Land de Basse-Saxe.

## Histoire
En 1901, Alexander Grüter crée le Cuxhaven-Döser Zeitung puis change le titre du journal pour Cuxhavener Zeitung après la fusion des communes en 1905.
Après la fin de la Seconde Guerre mondiale paraissent en août 1949 le Cuxhavener Presse puis en octobre à nouveau le Cuxhavener Zeitung. En 1970, Cuxhavener Allgemeinen et Cuxhavener Zeitung fusionnent pour former Neuen Cuxhavener Zeitung. En 1976, Cuxhavener Presse et Neuen Cuxhavener Zeitung fusionnent pour former Cuxhavener Nachrichten.

## Publication
Le Cuxhavener Nachrichten est publié par Cuxhaven-Niederelbe Verlagsgesellschaft mbH & Co KG. L'éditeur ne dispose que d'une rédaction locale ; Les pages nationales sont réalisées par la rédaction du Nordsee-Zeitung, basée à Bremerhaven. Outre le Cuxhavener Nachrichten, l'éditeur publie le Niederelbe-Zeitung basé à Otterndorf.
Le Cuxhavener Nachrichten est imprimé à l'imprimerie du Nordsee à Bremerhaven.
La Cuxhaven-Niederelbe Verlagsgesellschaft mbH & Co KG est en partie détenue par le SPD, qui détient ses parts dans le journal par l'intermédiaire de sa société holding de médias DDVG. Cette part importante de ce qui est aujourd'hui le journal monopolistique de la ville revient au parti après que deux fusions n'ont laissé qu'un seul titre sur les trois quotidiens autrefois publiés à Cuxhaven. L'un des anciens journaux, le Cuxhavener Presse, était un journal entièrement détenu par le parti.